# Aeroporto Internacional de Salt Lake City

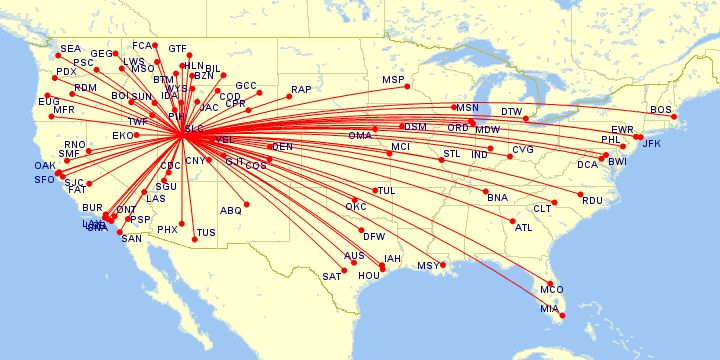
Serviço nos Estados Unidos contíguos de Salt Lake City sem escalas.

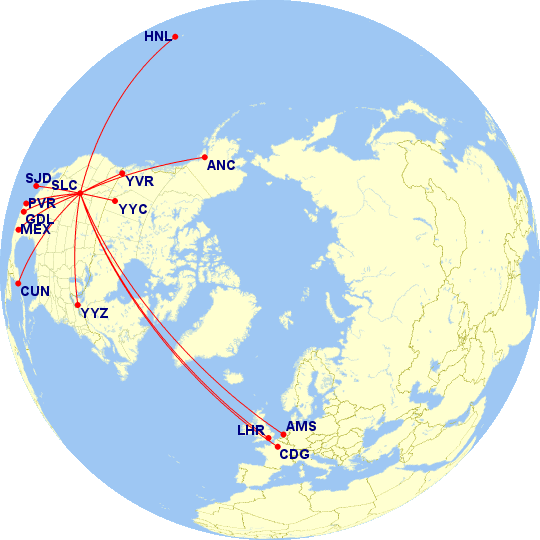
Serviço fora dos Estados Unidos contíguos de Salt Lake City sem escalas.

O Aeroporto Internacional de Salt Lake City (em inglês:  Salt Lake City International Airport) é um aeroporto localizado 6,4 km a oeste do centro da cidade de Salt Lake City, em Utah, EUA. É o aeroporto de aviação comercial mais próximo para cerca de 2,5 milhões de pessoas residentes na área.
Um total de 20.790.400 passageiros voaram através do Aeroporto Internacional de Salt Lake City em 2008, representando um decréscimo de 5,7% a partir de 2007. Em 2009, era o 23º campo de aviação mais movimentado nos Estados Unidos em termos de total de passageiros. Houve 389.321 operações de aeronaves registradas (pousos e decolagens) em 2008, representando aproximadamente 1.063 operações por dia. O aeroporto está atualmente na 15ª posição entre os aeroportos mais movimentados nos Estados Unidos e na 23ª posição mundial com base em operações de aeronaves.

## Estatísticas
Ver a consulta original do Wikidata.

## Linhas aéreas, destinos e local no aeroporto
O aeroporto conta com dois terminais, consistindo de 5 asas e 90 portões:
- Terminal 1 tem Asa A (portões A1-A8) e Asa B (portões B1-B22).
- Terminal 2 consiste de Asa C (portões C1-C13), Asa D (portões D1-D13), e Asa E (portões E60-E85). Facilidade para atender as necessidades alfandegárias de voos internacionais estão nos portões D2, D4, e D6.

| Companhias                                                 | Destinos | Asa     |
| ---------------------------------------------------------- | --- | ------- |
| Aeroméxico                                                 | Guadalajara, Cidade do México |         |
| Air Canada                                                 | Toronto | B       |
| Alaska Airlines                                            | Anchorage, Los Angeles, Portland (OR), San Diego, San Francisco, San Jose (CA), Seattle/Tacoma | A       |
| American Airlines                                          | Charlotte, Dallas/Fort Worth, Chicago-O'Hare, Filadélfia, Los Angeles, Miami, Phoenix | A       |
| Delta Air Lines destinos domésticos (menos Alasca e Havaí) | Albuquerque, Anchorage, Atlanta, Austin, Baltimore, Billings, Boise, Bozeman, Boston, Burbank, Butte, Casper, Cedar City, Charlotte, Chicago-O'Hare, Cincinnati/Northern Kentucky, Colorado Springs, Columbus, Dallas/Fort Worth, Denver, Detroit, Elko, Eugene, Fort Lauderdale, Fresno, Great Falls, Hailey/Sun Valley, Helena, Houston-Intercontinental, Idaho Falls, Indianapolis, Jackson, Kalispell, Kansas City, Las Vegas, Lewiston, Long Beach, Los Angeles, Louisville, Medford, Memphis, Miami, Milwaukee, Missoula, Minneapolis/St. Paul, Nashville, Nova Iorque-JFK, Newark, Nova Orleães, Oakland, Oklahoma City, Omaha, Ontario (CA), Orlando, Palm Springs, Pasco, Filadélfia, Phoenix, Pocatello, Portland (OR), Raleigh, Redmond/Bend, Reno/Tahoe, Sacramento, St. George (UT), St. Louis, San Antonio, San Diego, San Francisco, San Jose (CA), Santa Ana, Santa Barbara, Seattle/Tacoma, Spokane, Tampa, Tucson, Tulsa, Twin Falls, Washington-Dulles, Washington-Reagan, West Yellowstone | B, C, D |
| Delta Airlines destinos internacionais e Alasca e Havaí    | Amsterdão, Anchorage, Calgary, Cancún, Cidade do México, Honolulu, Kahului, Londres, Paris-Charles de Gaulle, Puerto Vallarta, San José del Cabo, Toronto, Vancouver | C, D, E |
| Frontier Airlines                                          | Atlanta, Chicago-O'Hare,Cleveland, Dallas/Fort Worth, Denver, Las Vegas, Ontario (CA), Portland (OR), Phoenix, San Francisco | A       |
| Hawaiian Airlines                                          | Honolulu |         |
| JetBlue Airways                                            | Boston, Fort Lauderdale, Long Beach, Los Angeles, Nova Iorque-JFK, Orlando | A       |
| KLM                                                        | Amsterdão | D       |
| Spirit Airlines                                            | Fort Lauderdale, Las Vegas, Los Angeles, Orlando, San Diego |         |
| Southwest Airlines                                         | Austin, Baltimore, Burbank, Chicago-Midway, Dallas-Love, Denver, Houston-Holly, Las Vegas, Long Beach, Los Angeles, Nashville, Oakland, Orlando, Phoenix, Sacramento, San Diego, San Jose, St. Louis | B       |
| Sun Country Airlines                                       | Minneapolis |         |
| United Airlines                                            | Chicago-O'Hare, Denver, Houston-Intercontinental, Los Angeles, Newark, San Francisco | B       |

## Companhias aéreas que já operaram no aeroporto.
- America West Airlines
- Morris Air
- Northwest Airlines
- Song Airlines
- Western Airlines

### Destinos operados porCodeshare
| Companhias  | Destinos                                                                                    |
| ----------- | ------------------------------------------------------------------------------------------- |
| V Australia | Salt Lake City (SLC), Los Angeles(LAX) (Em codeshare com a Delta)                           |
| Air France  | Salt Lake City (SLC), Paris (CDG) e múltiplos destinos pelos EUA (Em codeshare com a Delta) |
| Alitalia    | Salt Lake City (SLC), múltiplos destinos pelos EUA (Em codeshare com a Delta)               |
| Aeroméxico  | Salt Lake City (SLC), Cidade do México(MEX) (Em codeshare com a Delta)                      |
| KLM         | Salt Lake City (SLC), múltiplos destinos pelos EUA (Em codeshare com a Delta)               |

## Galeria

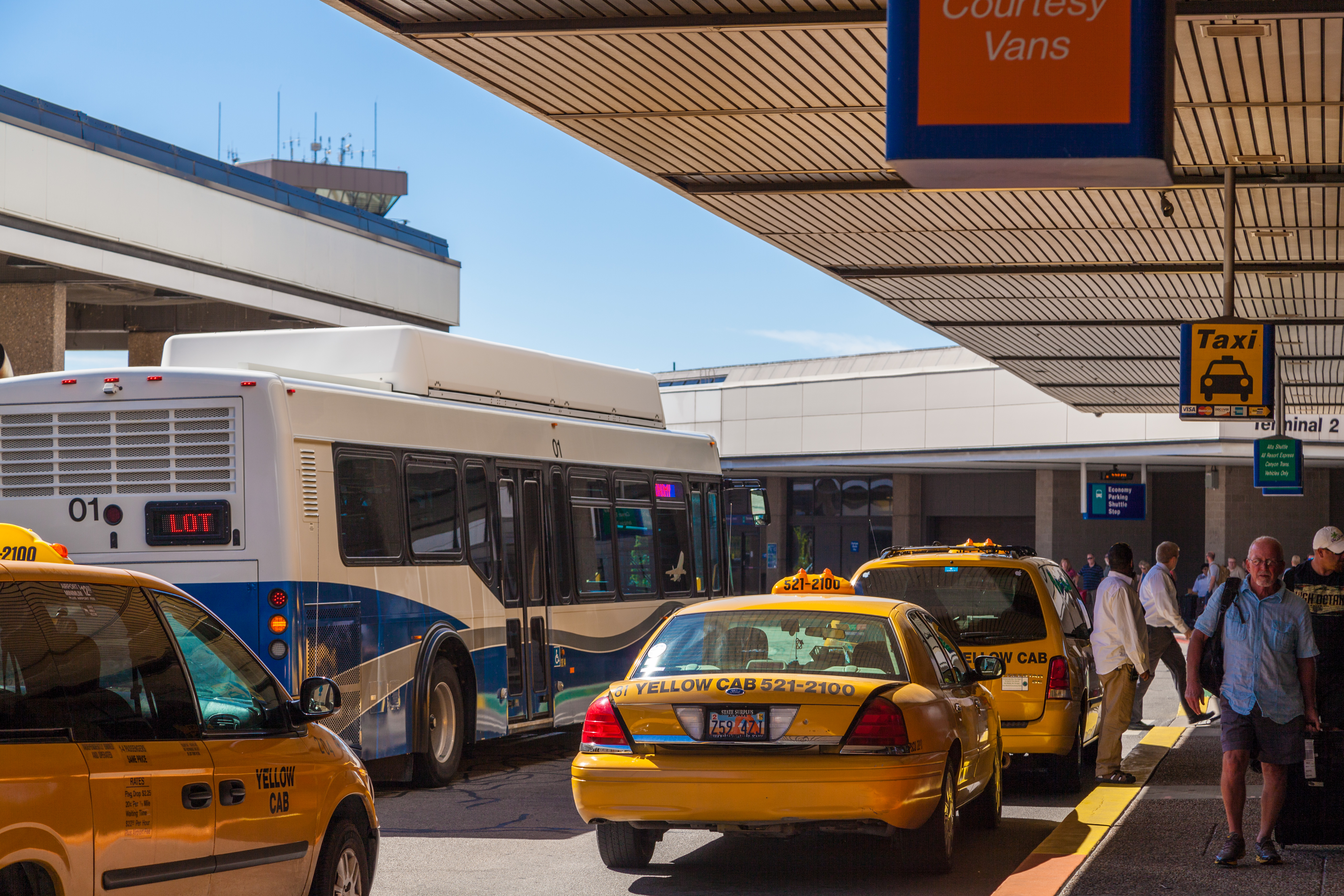
Passageiros em frente de Terminal 1
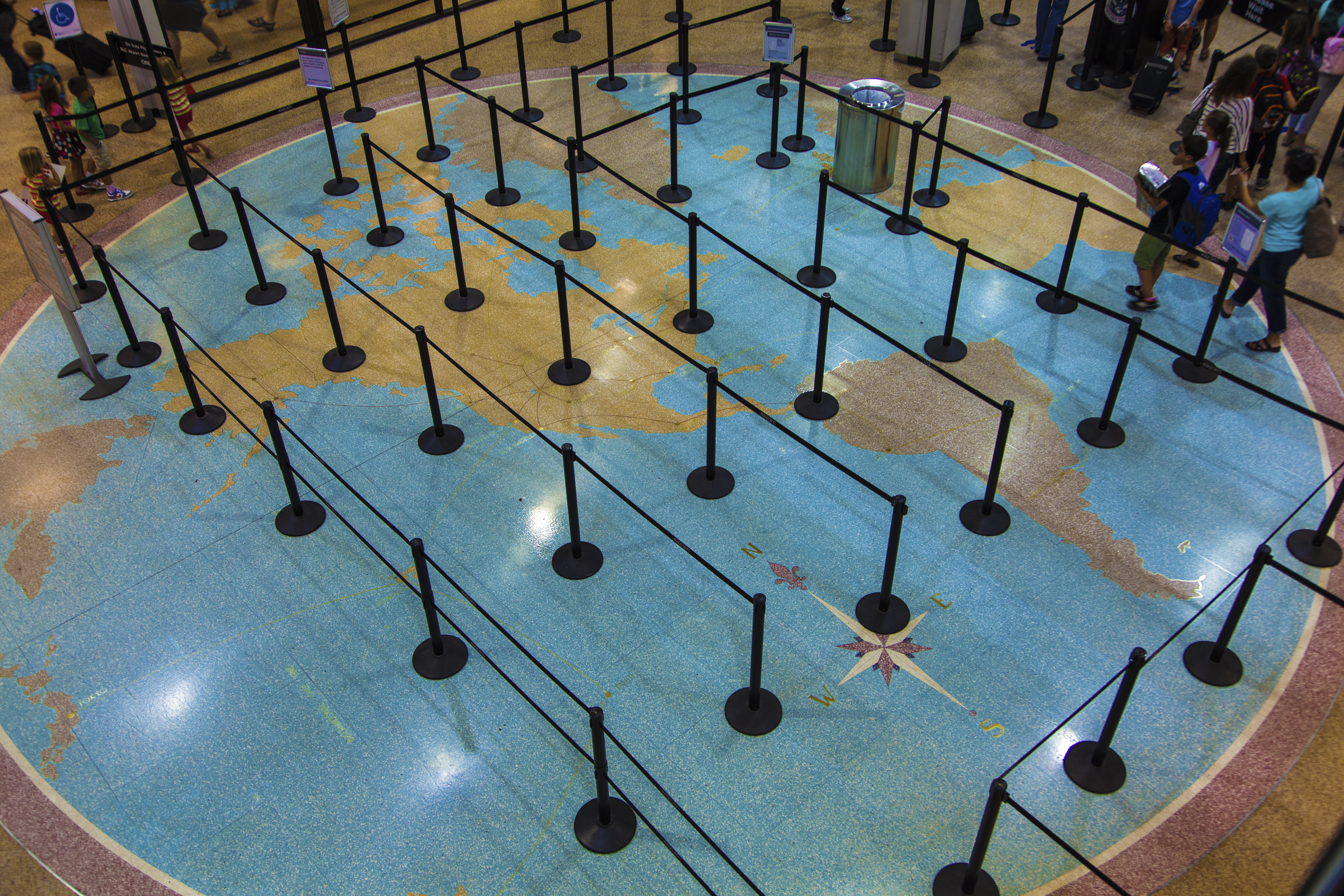
Mapa do mundo no chão de Terminal 1
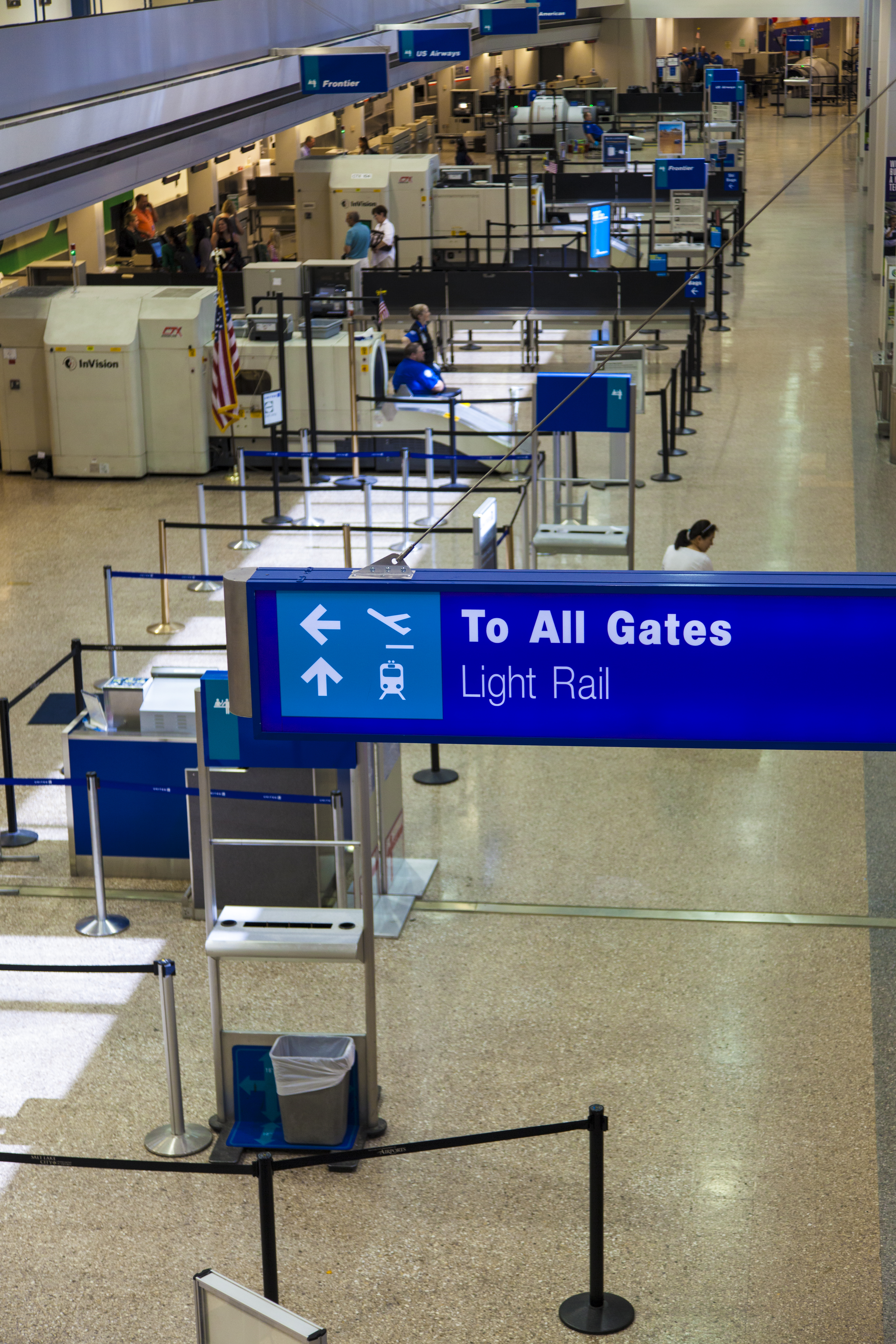
Terminal 1 (Todas as linhas aéreas menos Delta e Alaska)
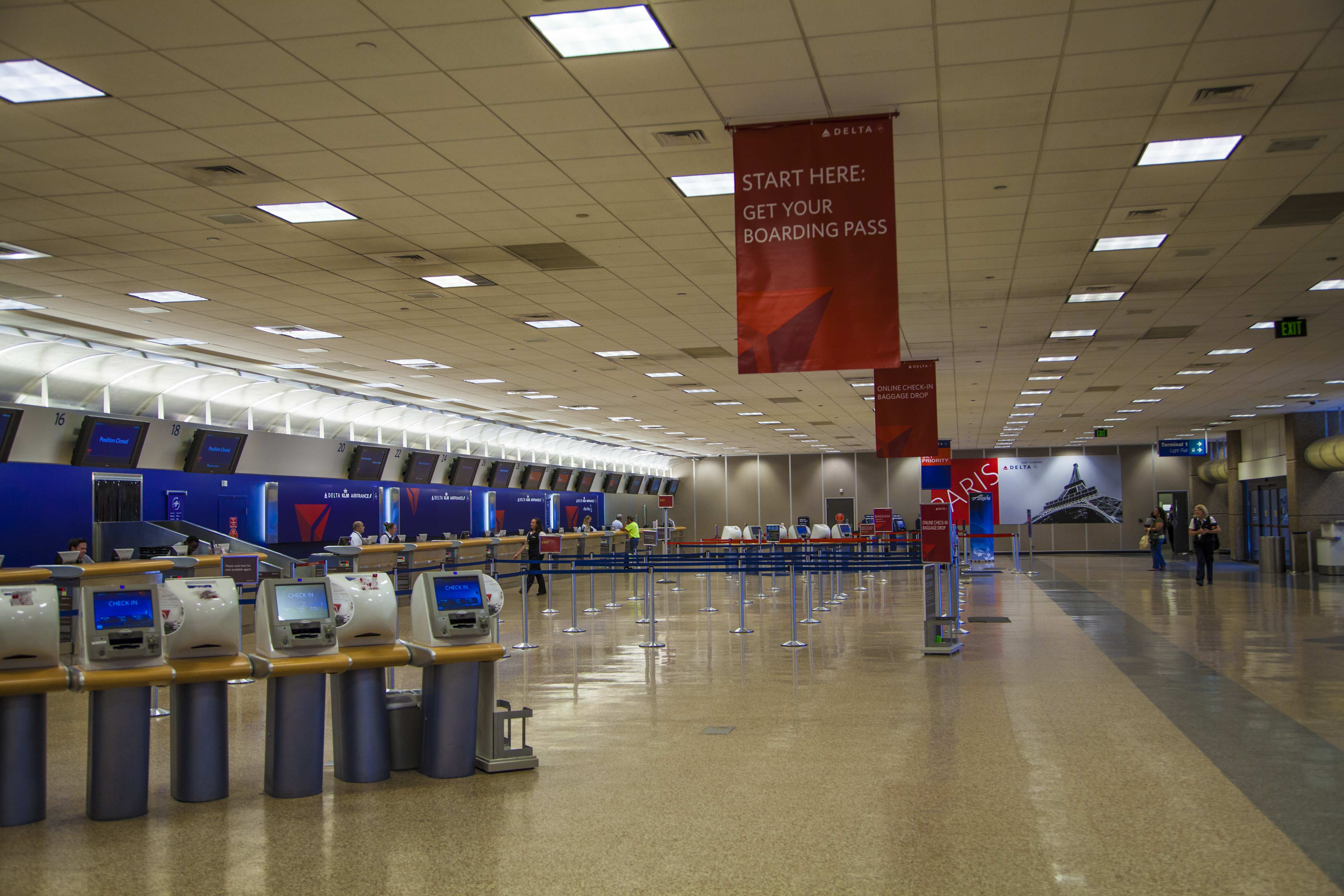
Terminal 2 (Linhas aéreas Delta e Alaska)
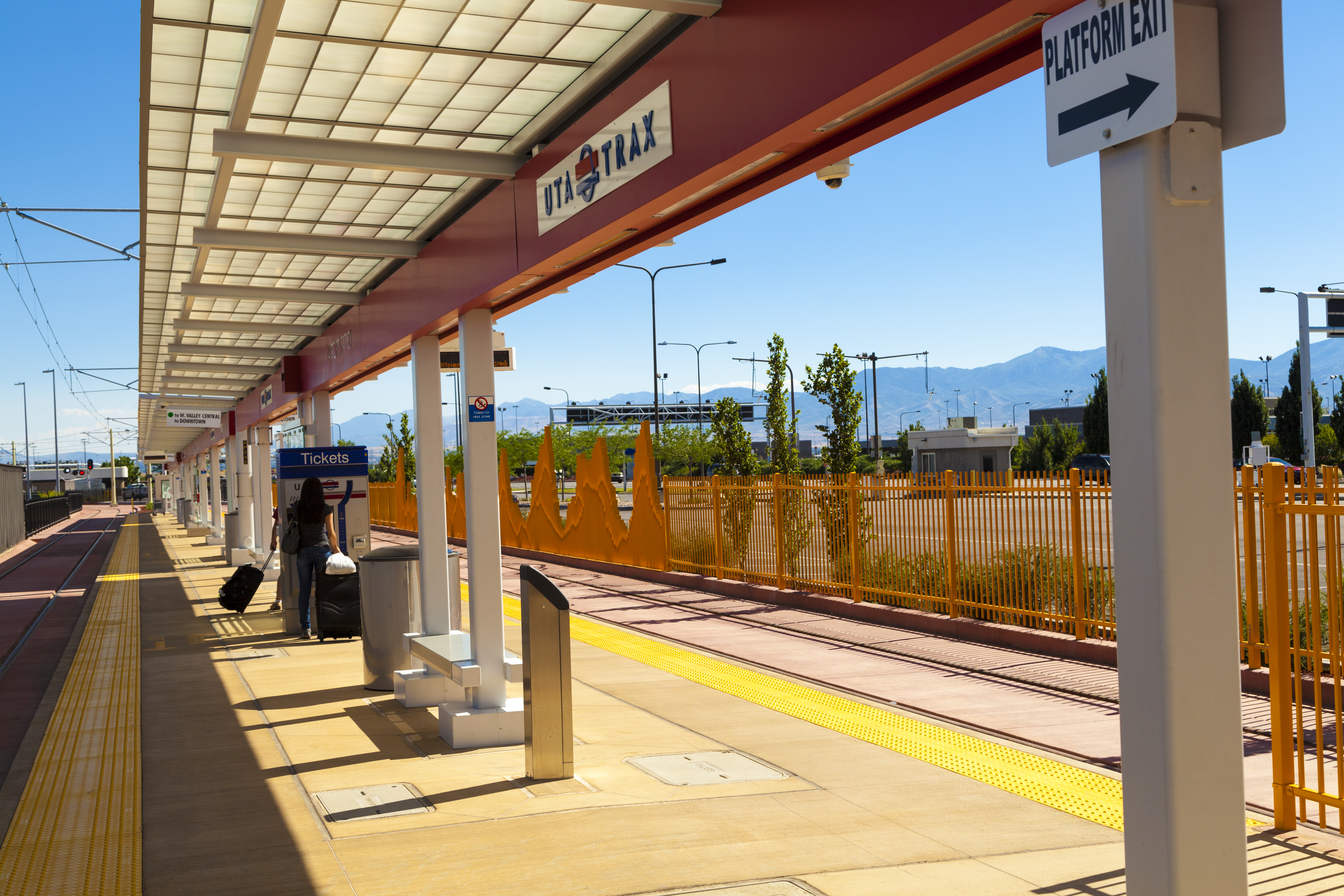
Estação de trem do aeroporto
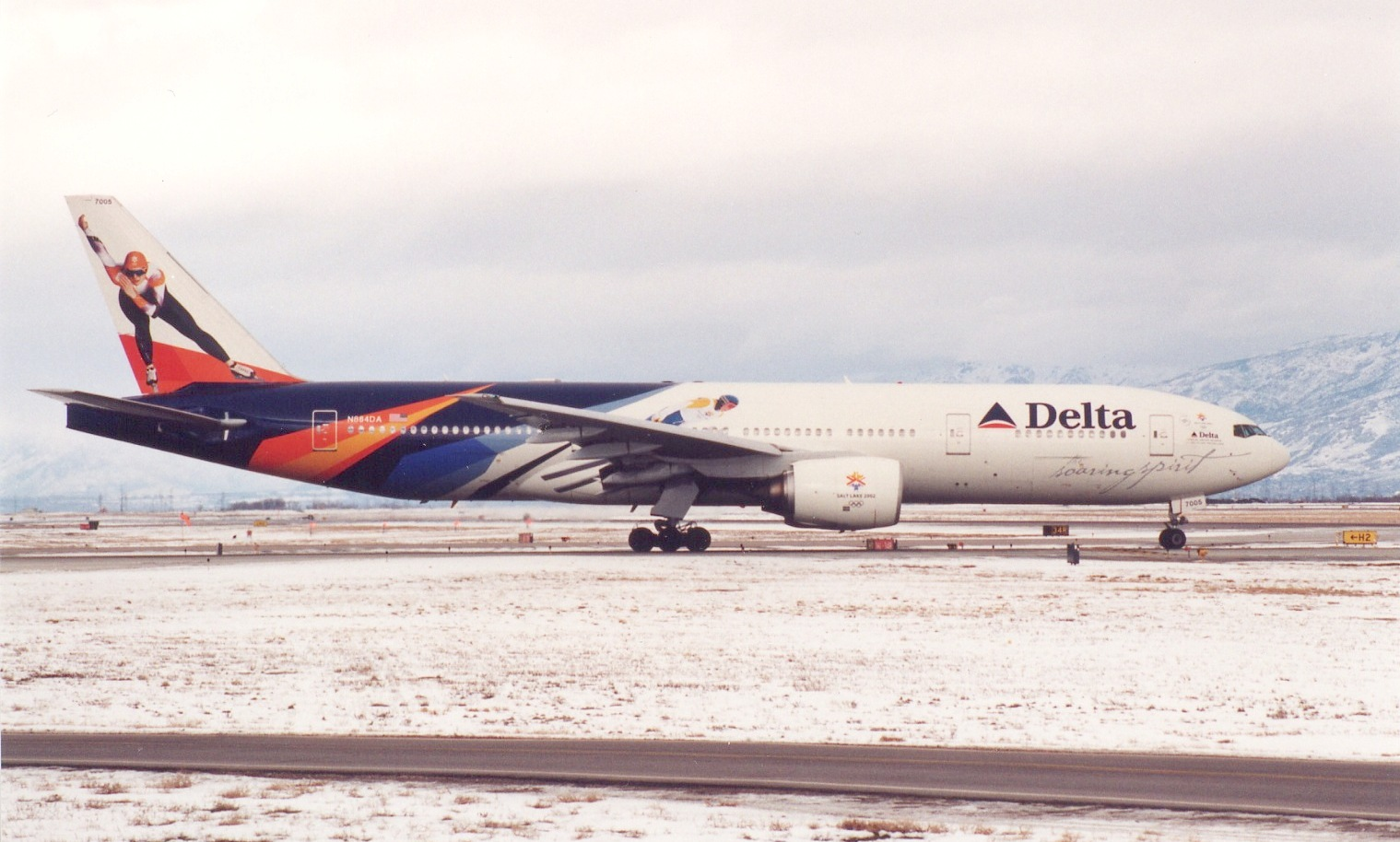
Um Boeing 777 comemorativo olímpico da Delta Airlines na neve em uma das pistas de Salt Lake City.
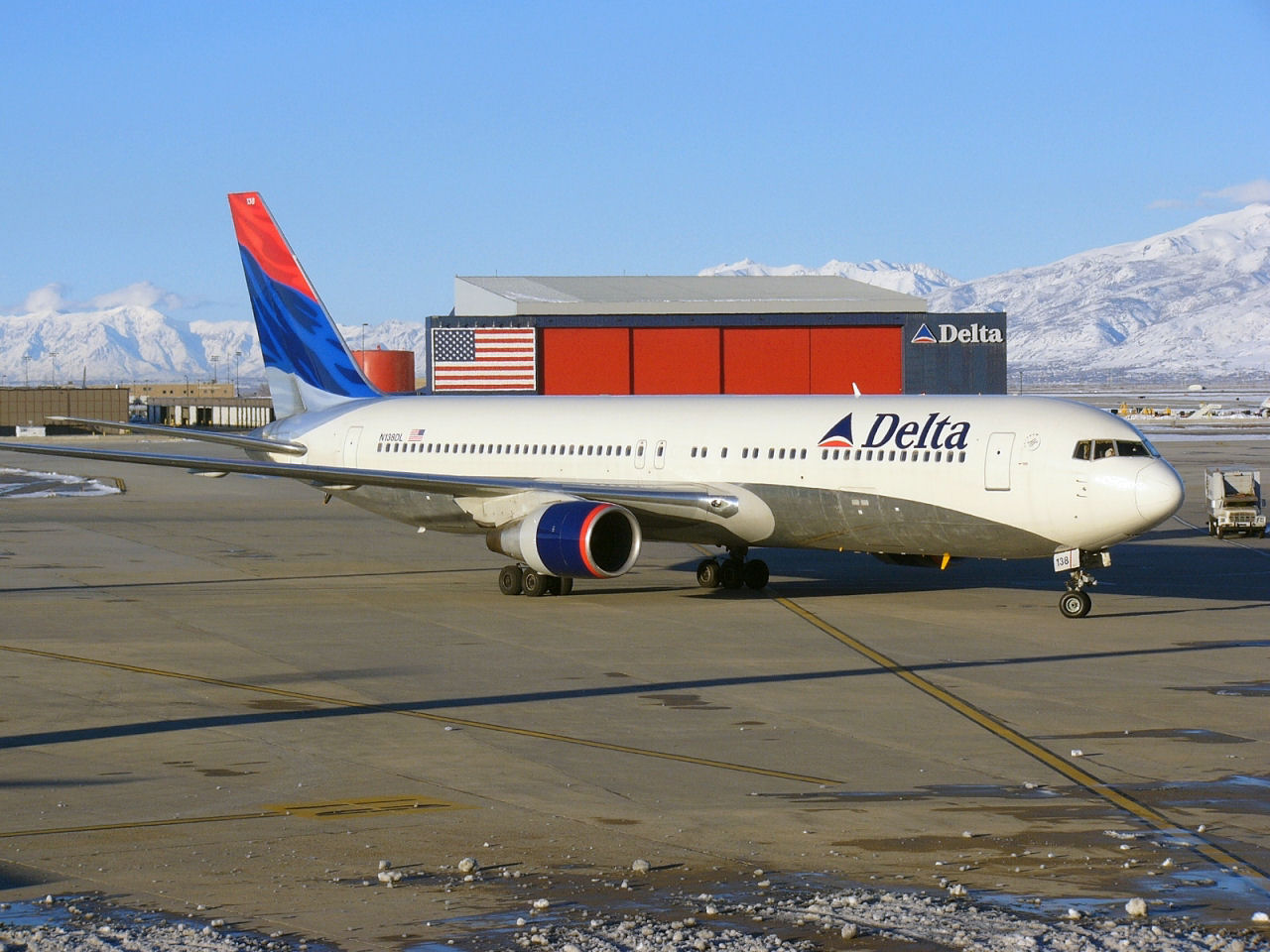
Um Boeing 767 em frente do hangar da Delta.
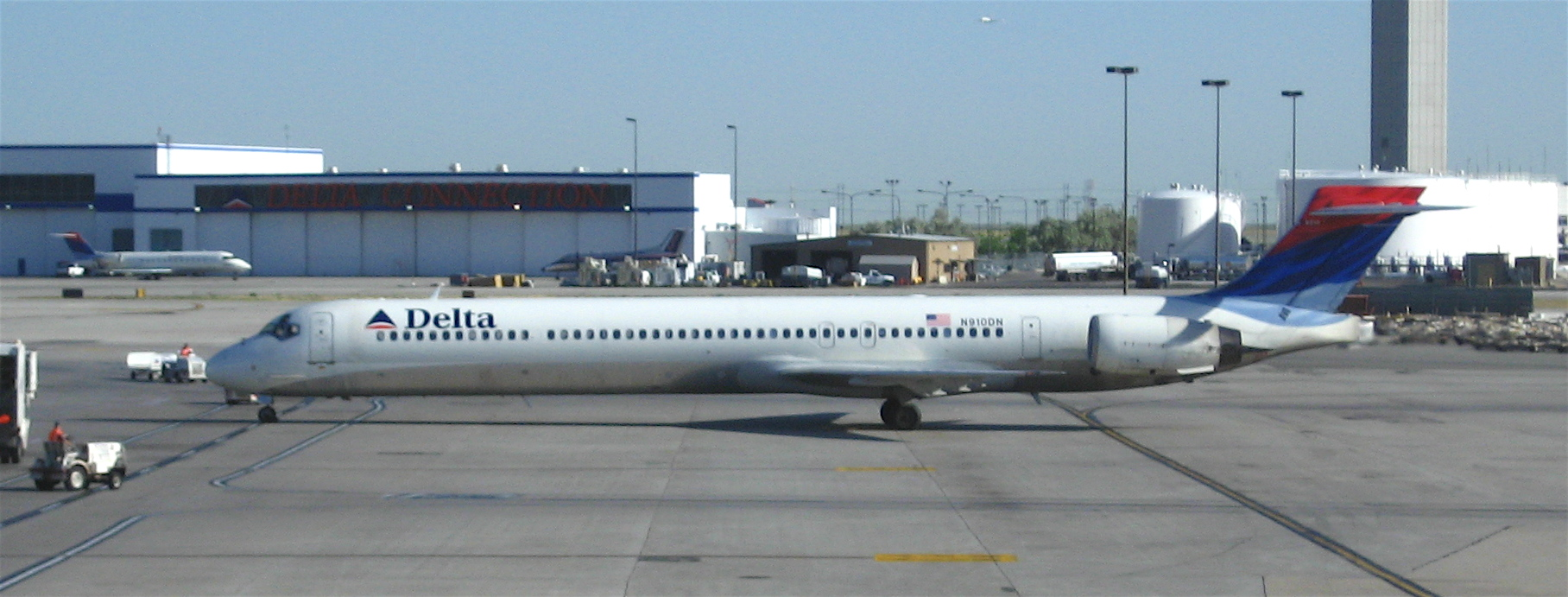
MD-90 da Delta em frente do hangar da SkyWest.
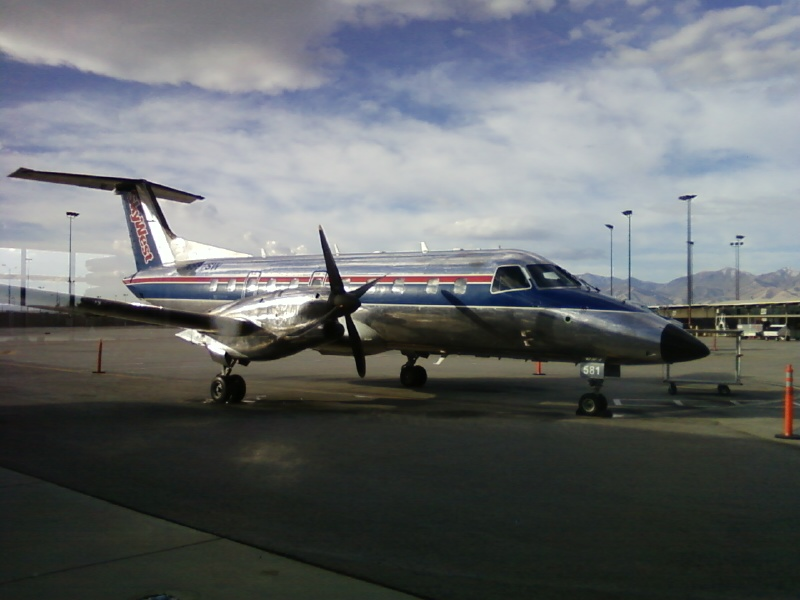
Embraer 120 da SkyWest Airlines.
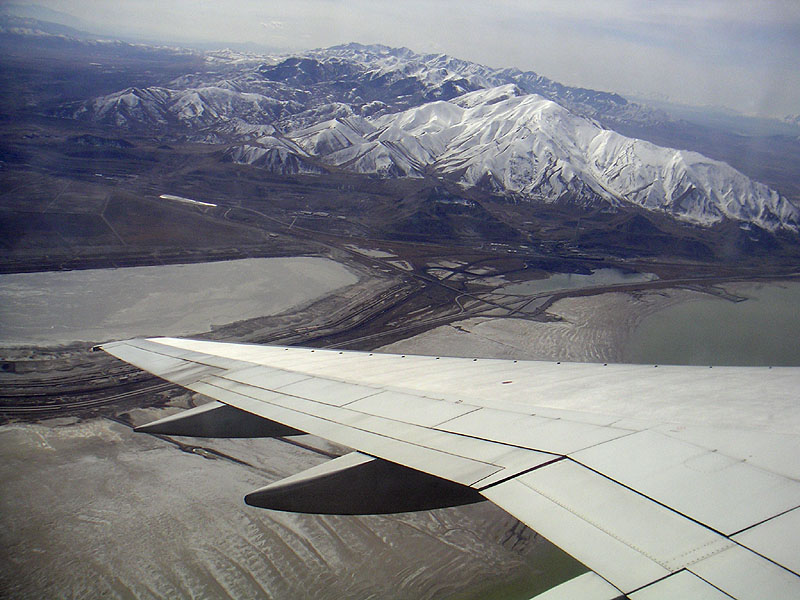
Aproximando o aeroporto pelo norte durante o inverno.
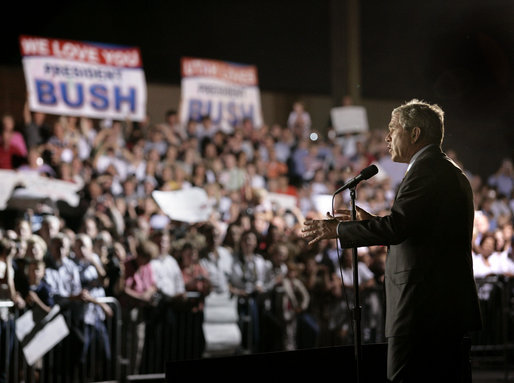
O Presidente dos EUA, George W. Bush discursa no aeroporto.
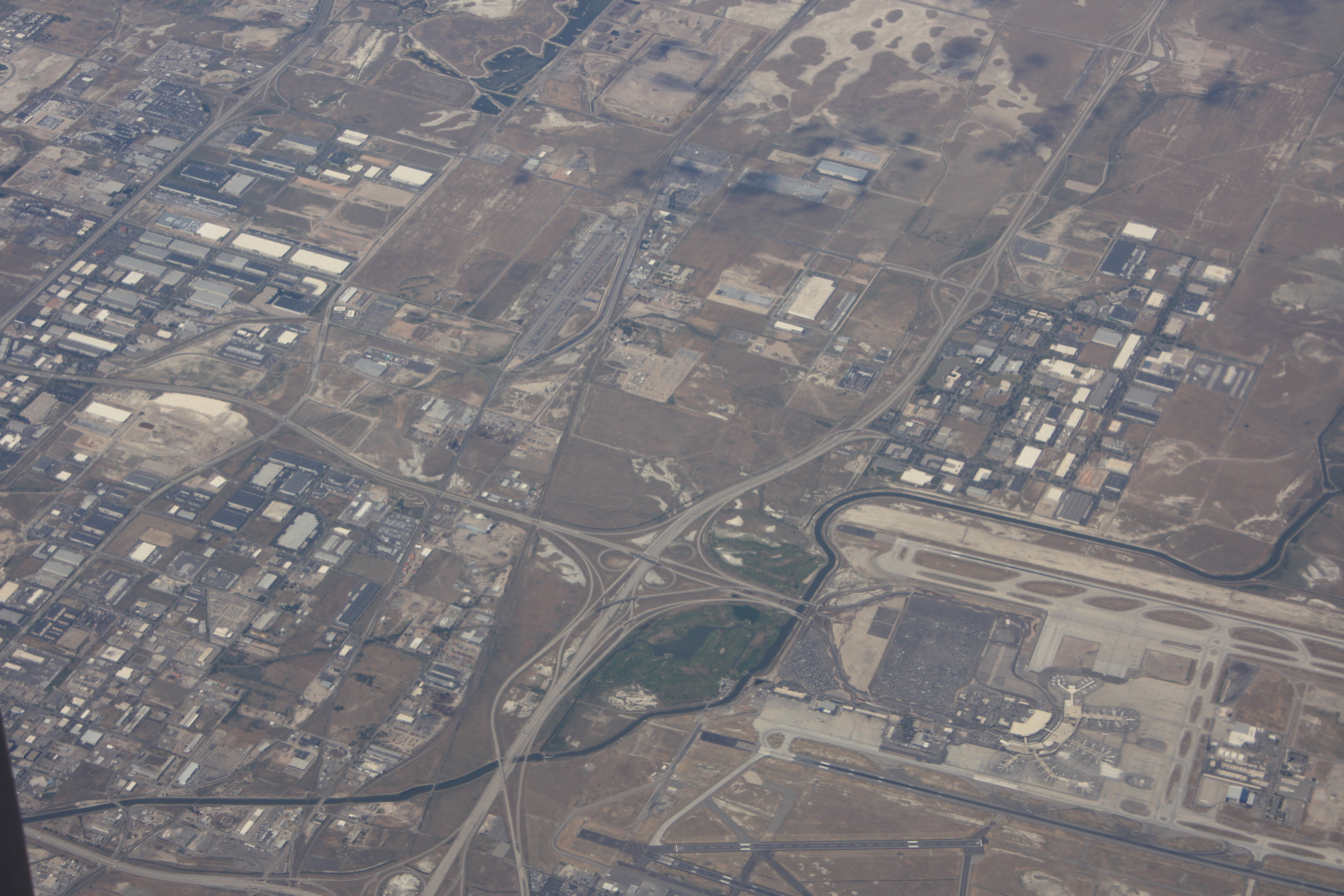
O aeroporto do ar.
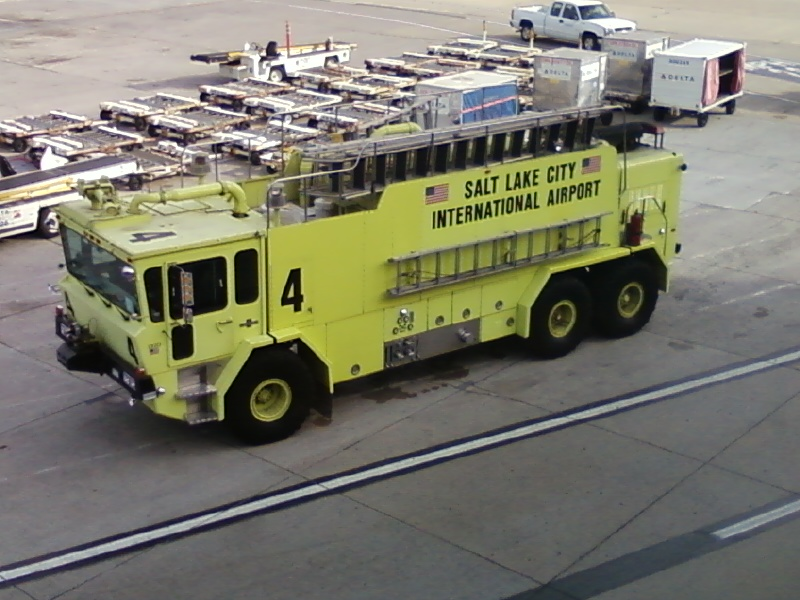
Bombeiros do aeroporto.